# 長さ
長さ（ながさ、英語: length）とは、
- 長いこと[1]。長いか短いかの程度のこと[1]。

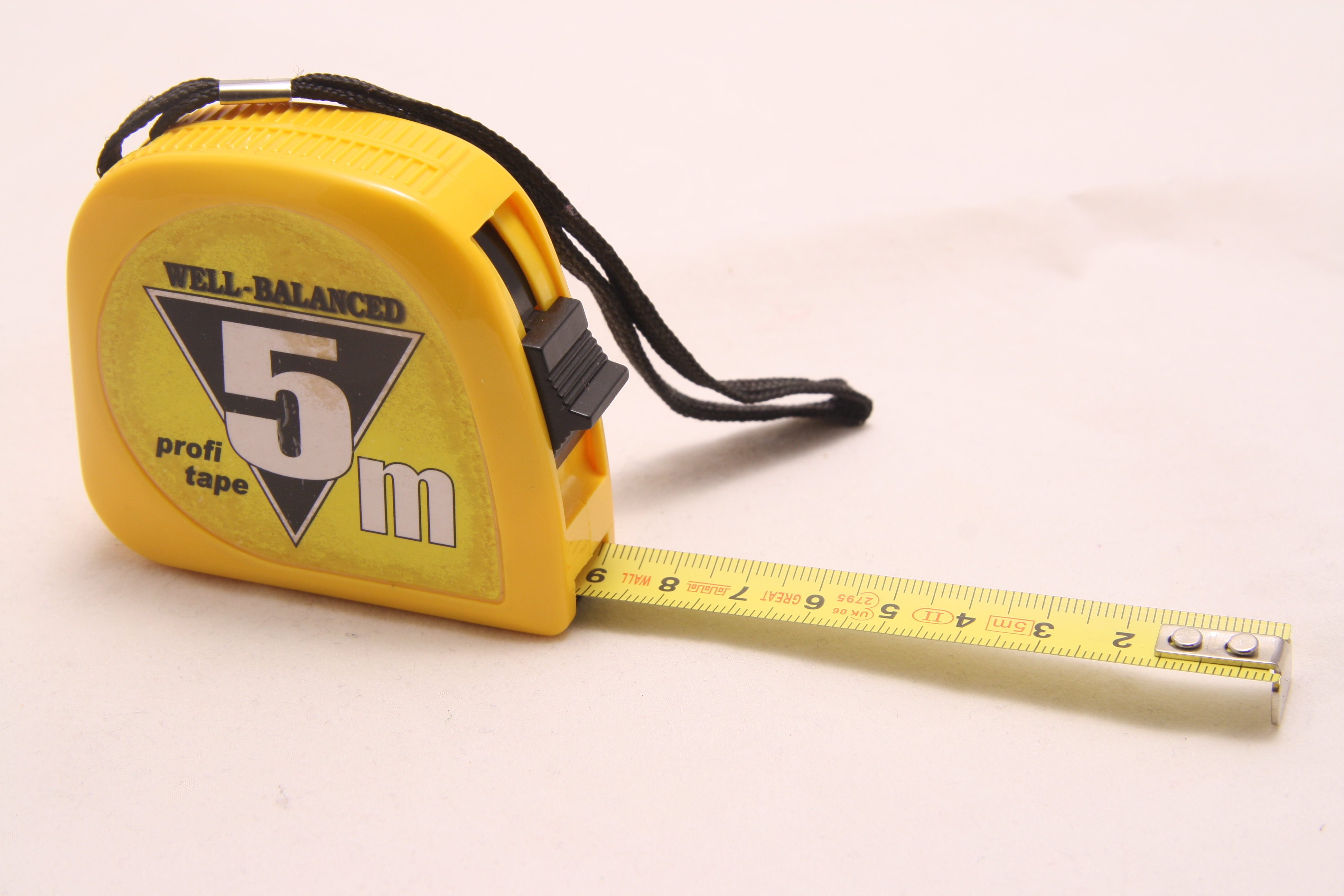
長さを測るための道具の例

- （数学）直線または曲線に沿って測った2点間の距離[1][2]。「線分CDの長さ[2]」のように使う。
- （物理学、計量学）計量法や国際単位系(SI)における物象の状態の量（物理量）のひとつであり、時間、質量と並んでもっとも基本的な量である。この場合は、「距離」の語は用いない（距離#距離と長さ）。
- 基本、物体の端っこから端っこ。
- 時刻と時刻のへだたり[1]。「ひとを待つ 時の長さが 身にしみた」のように使う。

## 概説
通常、長さというのは先験的（アプリオリ）な概念であるとされている。
2点がひとつの物体の両端のときの長さ、つまりある物体のひとつの軸に沿った端から端までの隔たりの大きさのことを、「物体の長さ」または単に「長さ」という。「物体の長さ」が特にはっきりと定義されるのは、ひもや棒のようなひとつの軸に沿った長さが飛び抜けて長い形の物体においてである。

「長さ」という語は時間的な隔たりについても用いられる。ある現象が続く期間の長さを、その現象の長さという。例えば、息の長さ、声の長さ、寿命の長さ、歴史の長さ、などである。音符の長さといえば、その音符が示す音の長さをいう。
空間的、時間的、どちらの場合についても、長さが大きいことには「長い」、小さいことには「短い」という形容詞が用いられる。時間的な隔りについて言う時には、「永さ」「永い」という字が使われることがある。
長さのうち、以下のものは特別の名称で呼ばれる。
- 高さ（たかさ）
鉛直方向の長さで、地面・水面よりも上のもの。身長、標高など。この長さが長いことを「高い」、短いことを「低い」といい、低いことを強調したい場合に「低さ」という表現が用いられる。
- 深さ（ふかさ）
鉛直方向の長さで、地面・水面より下のもの。水深など。また、容器状のもの口から底までの長さ。この長さが長いことを「深い」、短いことを「浅い」といい、浅いことを強調したい場合に「浅さ」という表現が用いられる。
- 厚さ（あつさ）
膜状・面状のものの、面に垂直な方向の長さ。この長さが長いことを「厚い」、短いことを「薄い」といい、薄いことを強調したい場合に「薄さ」という表現が用いられる。
- 幅（はば）
ある物体または図形について、水平方向の2つの長さのうち短い方の長さ。道幅など。
- 奥行き（おくゆき）
立方体あるいは水平的な平面について、前後方向（手前と奥）の長さ。

## 数学
上述のように、長さ、というのはアプリオリな概念だとされてきたのだが、数学においても18世紀まではそのように扱われてきた（つまりそれ以上分析することもなく使われていた）。そして線には長さが当然備わっている、とされていた。
だが、現代数学では長さという概念をより厳密に定義している。

### 直線の場合
例えば、線分の長さについて、公理的に扱い厳密な定義を与えている。
線分の長さとは、次のように定義される正の実数だとする。最初に、ある線分を選びこれを「単位線分」と呼ぶ。何らかの線分PQが与えられたら、まずPQが単位線分の何倍であるかを求め（これを n 倍とする。n は 0 あるいは正の整数）、不足分がでれば、この不足分が単位線分の 1/10 の何倍であるかを求め（これを n1 とする。0 から 9 の整数）、まだ不足があればさらにそれが単位線分の 1/100 の大きさの何倍であるかを求め……ということを限りなく続け、n, n1, n2, … を求め、PQ の長さを a とするなら、
a = n + (n1/10) + (n2/102) + ⋯
として、これを線分PQの長さ、と定義するということが行われているのである。

### その他の意味
各記事を参照
- 加群の長さ
- 組成列の長さ

## 物理学
ニュートンは空間を絶対のものとする体系（ニュートン力学）を作った。というよりも、暗黙裡にそうだと仮定されていたと言ったほうがよいのかも知れない、というのは（一般には）誰も疑いもしなかったのであるし、アインシュタインが現れるまで、空間や距離や時間というものは「自明のもの」として、根本的に問い直したり、疑うことをしなかったのだから、と茂木は述べた。（ただし哲学の領域ではカントが空間や時間についても徹底して検討しようとしたことがあるにはあったのではあるが）。ニュートン力学では長さは絶対のものと暗黙裡に仮定されていた。アインシュタインの相対性理論によって、ニュートン力学の絶対空間は否定され、物体の速度が光速に近づくにつれ、進行方向に空間が縮み、物体の長さが縮む、とされるようになった。例えば光速の60 %で進む乗り物があったとしたら、それは進行方向について20 %縮む、という。

## 単位

### SI単位
長さのSI単位は、メートル法のメートルである。SI接頭語をつけた以下のような単位もよく用いられる。
| キロメートル     | = km |
| センチメートル   | = cm |
| ミリメートル     | = mm |
| マイクロメートル | = μm |
| ナノメートル     | = nm |
| ピコメートル     | = pm |
| フェムトメートル | = fm |

### その他の単位
尺貫法においては、以下のような単位が用いられる。
- 寸
- 尺
- 間
- 里

ヤード・ポンド法においては、以下のような単位が用いられる。
- インチ
- フィート
- ヤード
- マイル

天文学においては、以下のような単位が用いられる。
- 天文単位
- 光年
- パーセク

## 関連書
- 上野富美夫『「長さ」と「速さ」の話題事典』東京堂出版、2001年、ISBN 4490105894